# Barillas (kommun)
Barillas är en kommun i Spanien.   Den ligger i den autonoma regionen Navarra, i den nordöstra delen av landet, 240 km nordost om huvudstaden Madrid. Barillas ligger 409 meter över havet och antalet invånare är 212.